# Radfahrstreifen

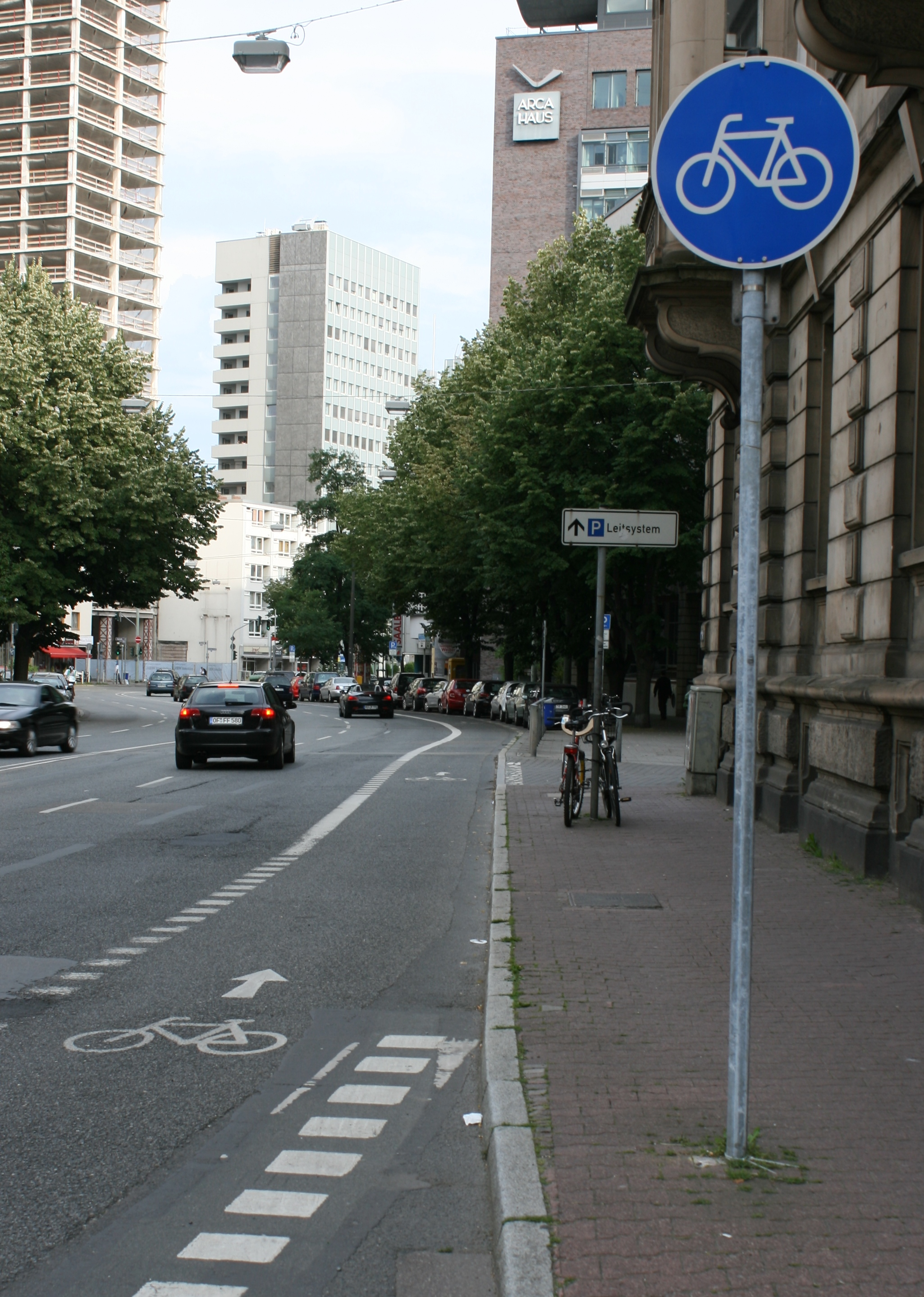
Radfahrstreifen auf der Eschersheimer Landstraße in Frankfurt am Main, mit durchgehender Linie von der Fahrbahn abgetrennt und mit Verkehrszeichen 237 beschildert.

Ein Radfahrstreifen, in der Schweiz Radstreifen (umgangssprachlich Velostreifen), ist eine Radverkehrsanlage ohne bauliche Trennung zur Fahrbahn, zumeist am Fahrbahnrand. In Deutschland wird der benutzungspflichtige und mit durchgehender Linie abgetrennte Radfahrstreifen vom (Fahrrad-)Schutzstreifen unterschieden, der durch eine Strichlinie von der Fahrbahn abgetrennt wird.
Beide werden umgangssprachlich auch als Fahrradspur bezeichnet.
Eine spezielle Form des Radfahrstreifens ist der Radfahrstreifen in Mittellage.

## Radfahrstreifen in Deutschland
In Deutschland ist ein Radfahrstreifen ein Sonderweg und damit nicht Teil der Fahrbahn. Er wird mit einer durchgezogenen Linie (als Verkehrszeichen 295 bezeichnet; in der Regel 25 cm breit; Breitstrich) von der Fahrbahn für Kraftfahrzeuge abgetrennt und muss mit dem Verkehrszeichen 237  gekennzeichnet sein, das zugleich eine Benutzungspflicht für Radfahrer begründet. Der Verlauf eines Radfahrstreifens kann durch wiederholte Markierung mit dem Zeichen 237 StVO sowie mit einem Fahrrad-Piktogramm als Fahrbahnmarkierung gekennzeichnet werden. Der Radfahrstreifen zählt zu den sogenannten Radverkehrsanlagen nach § 2 Abs. 4, Satz 2, 10.3, VwV StVO.
An Einmündungen und Kreuzungen wird der Radfahrstreifen durch eine Radfahrerfurt (auch Radverkehrsfurt, früher auch Radwegefurt genannt) fortgesetzt, die durch zwei unterbrochene Breitstriche abgegrenzt wird. Gleiches gilt in Bereichen von Grundstückszufahrten und ggf. Bushaltestellen.
Die Regelbreite beträgt nach den Empfehlungen für Radverkehrsanlagen (ERA) mind. 1,85 Meter (einschließlich 0,25 Meter für die Markierung). Größere Breiten sind anzustreben:
- bei hohen Verkehrsstärken und Schwerlastverkehrsanteilen
- in der Nähe von Schulen und Radverkehrszielen
- höheren Geschwindigkeiten

Bei ruhendem Verkehr parallel zur Fahrbahn ist ein Sicherheitstrennstreifen vorzusehen. Nach Veröffentlichung der E Klima 2022 ist dieser immer 0,75 m breit auszuführen.
Entsprechend der genannten Gründe für großzügigere Breiten sind diese bei Radschnellverbindungen nach den Hinweisen für Radschnellverbindungen regelmäßig mit mindestens 3,00 m, bei Linienbusverkehr mit mindestens 3,50 m auszuführen.
Da es sich um einen Sonderweg für Radfahrer handelt, dürfen andere Verkehrsteilnehmer ihn nicht benutzen, auch nicht zum Halten und Parken. Nur das Überqueren, z. B. zum Erreichen von Parkständen, ist unter Beachtung des Radverkehrs erlaubt. 
In der Praxis werden allerdings oft großzügig Ausnahmen beim Lieferverkehr gemacht. Dadurch fühlen sich Fahrzeugführer anderer Fahrzeuge ebenfalls dazu ermutigt.
Nach einer Berliner Dienstanweisung von 1978 sollen falsch parkende Lieferwagen jedoch nur dann toleriert werden, wenn
- das Interesse des Parkenden an der durchzuführenden Lieferung objektiv gegenüber dem Interesse des Fließverkehrs überwiegt,
- in zumutbarer Entfernung keine ordnungsgemäße Parkmöglichkeit besteht,
- das Ladegeschäft zügig und außerhalb der Verkehrsspitzenzeiten durchgeführt wird,
- in gleicher Fahrtrichtung eine dritte Fahrspur von mindestens 3 m Breite vorhanden bleibt,
- der übrige Verkehr nicht gefährdet oder unzumutbar behindert wird und
- das Lieferfahrzeug unmittelbar nach Beendigung des Ladegeschäftes weggefahren wird.[7]

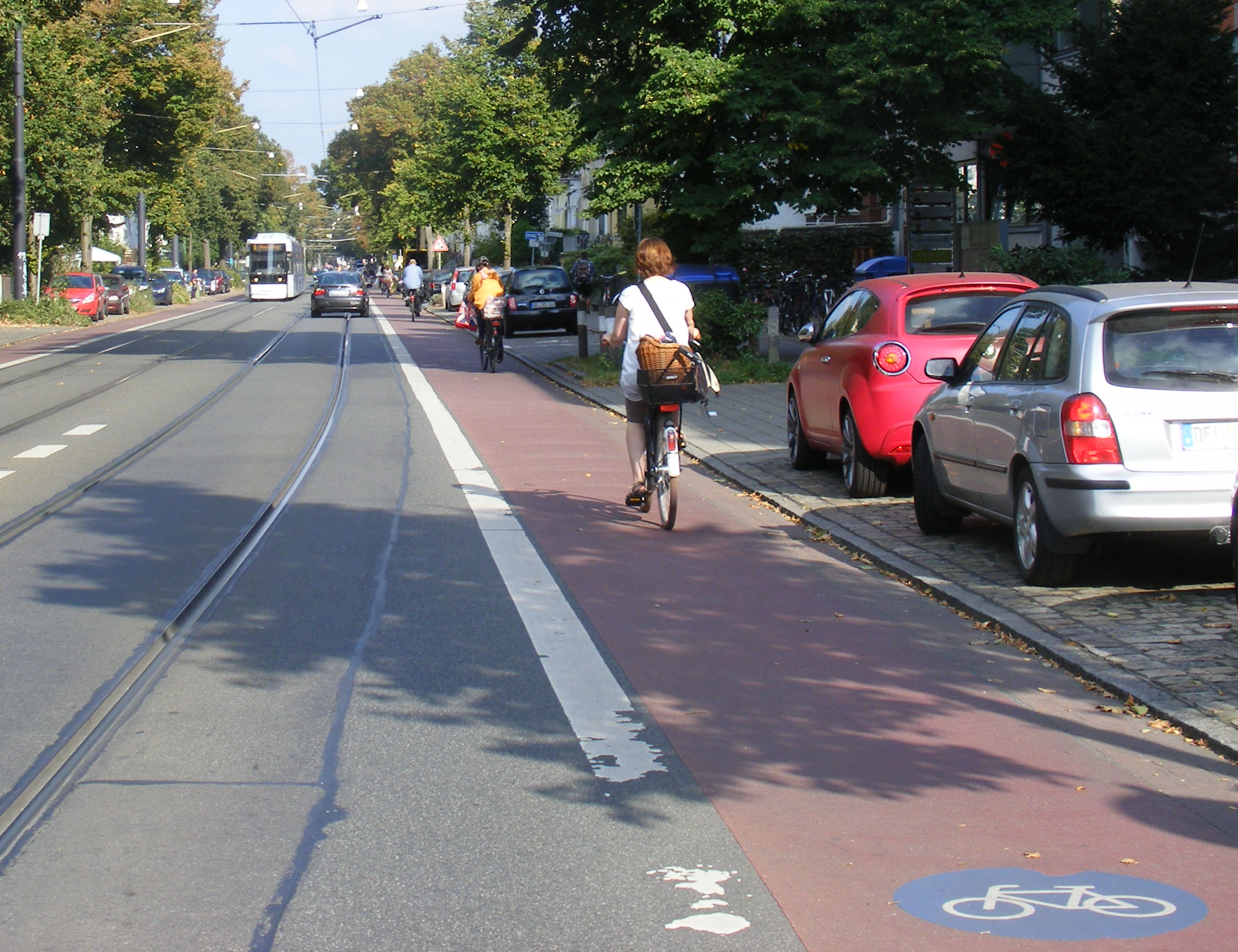
Radfahrstreifen in der Wachmannstraße in Bremen-Schwachhausen: Fahrräder dürfen auch hier nur mit einem Mindestabstand von 1,5 m überholt werden und Fahrräder müssen nach rechts zu parkenden Autos einen Mindestabstand von 1,2 bis 1,5 m einhalten (Dooring)
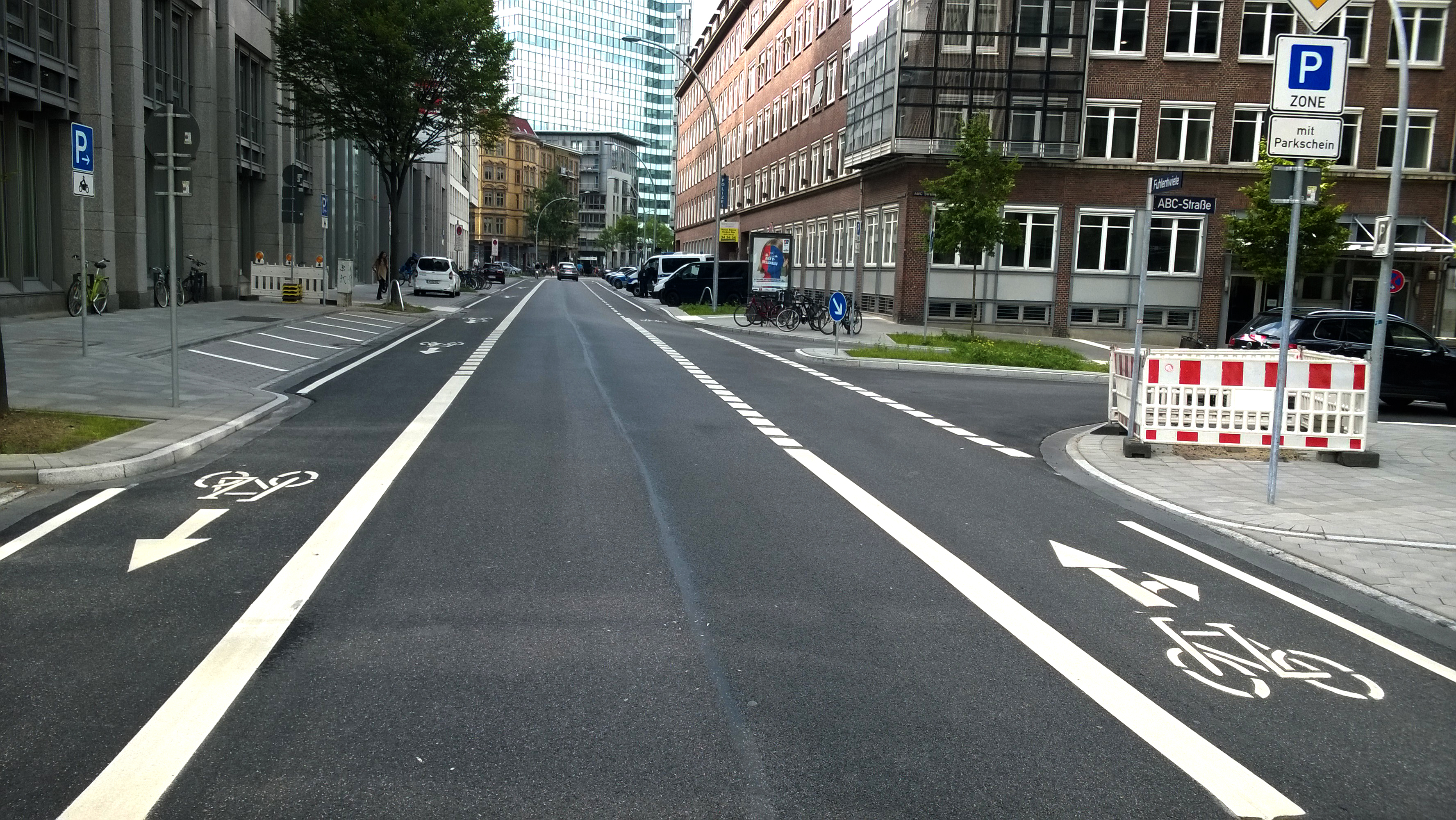
Moderne Gestaltung von Radfahrstreifen in beiden Richtungen innerhalb einer Einbahnstraße inkl. Radfahrerfurt in Hamburg
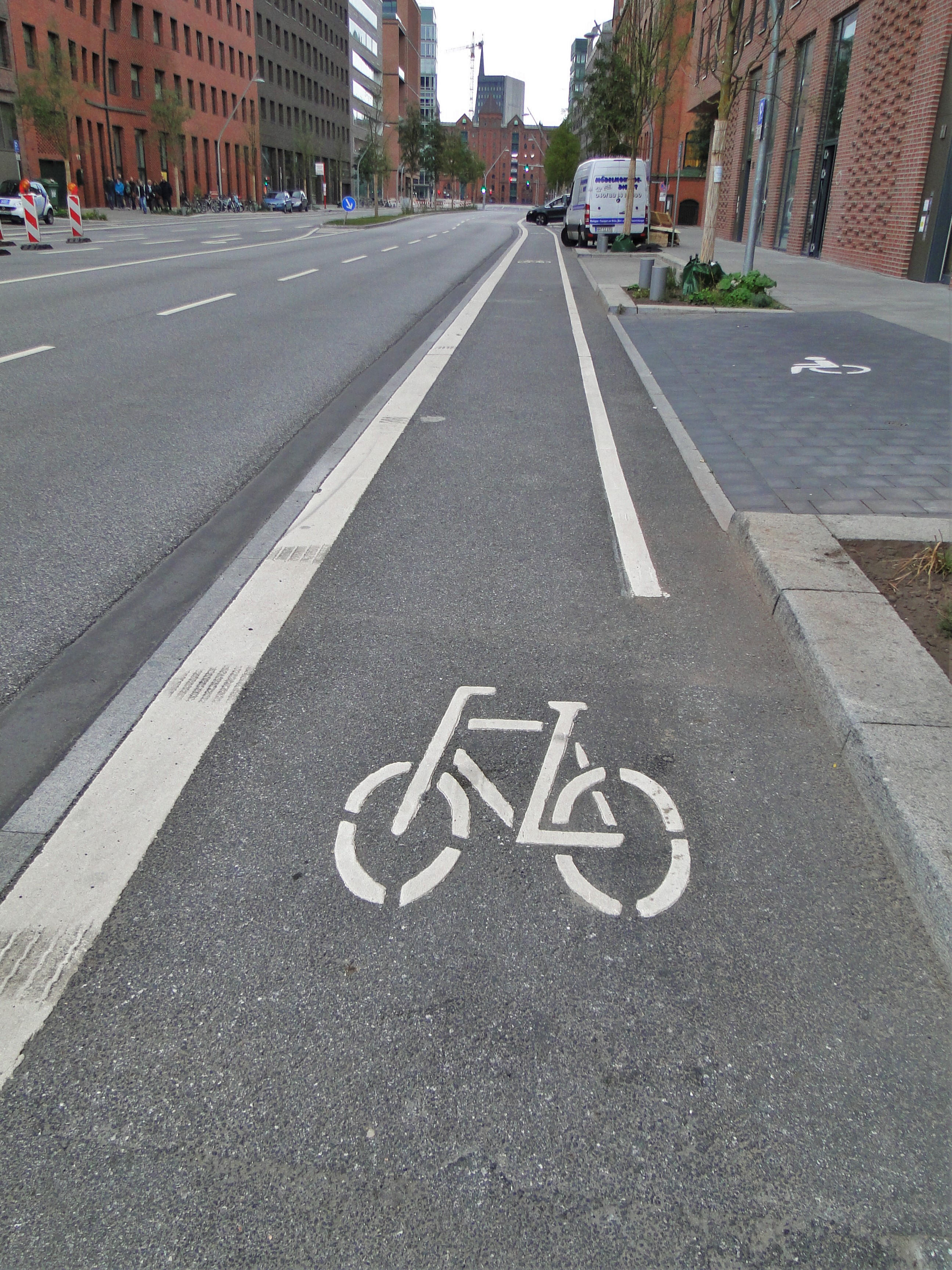
Fehlerhaft abgesetzter Radfahrstreifen in Hamburg: Der Mindestabstand von 1,2 bis 1,5 m zu den parkenden Autos kann nicht eingehalten werden und der Radfahrstreifen ist zu eng, der Kraftverkehr links davon wird falsch angeleitet, den Radverkehr ohne Mindestabstand dicht entlang der durchgezogenen weißen Linie zu überholen
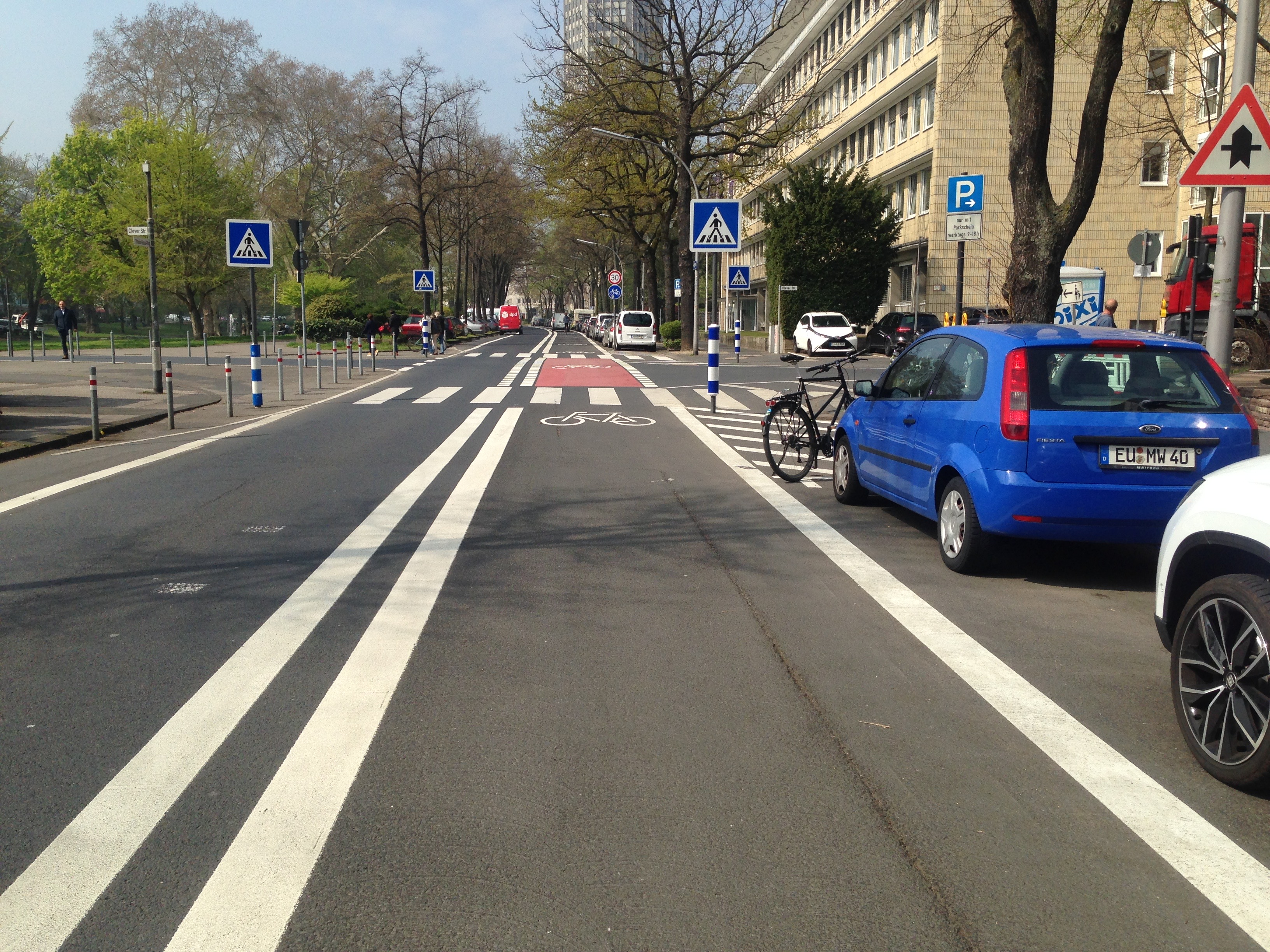
Neuer Radfahrstreifen, der im Rahmen der Umsetzung von #RingFrei auf dem nördlichen Abschnitt des Theodor-Heuss-Rings in Köln Anfang Juli 2018 eingeweiht wurde
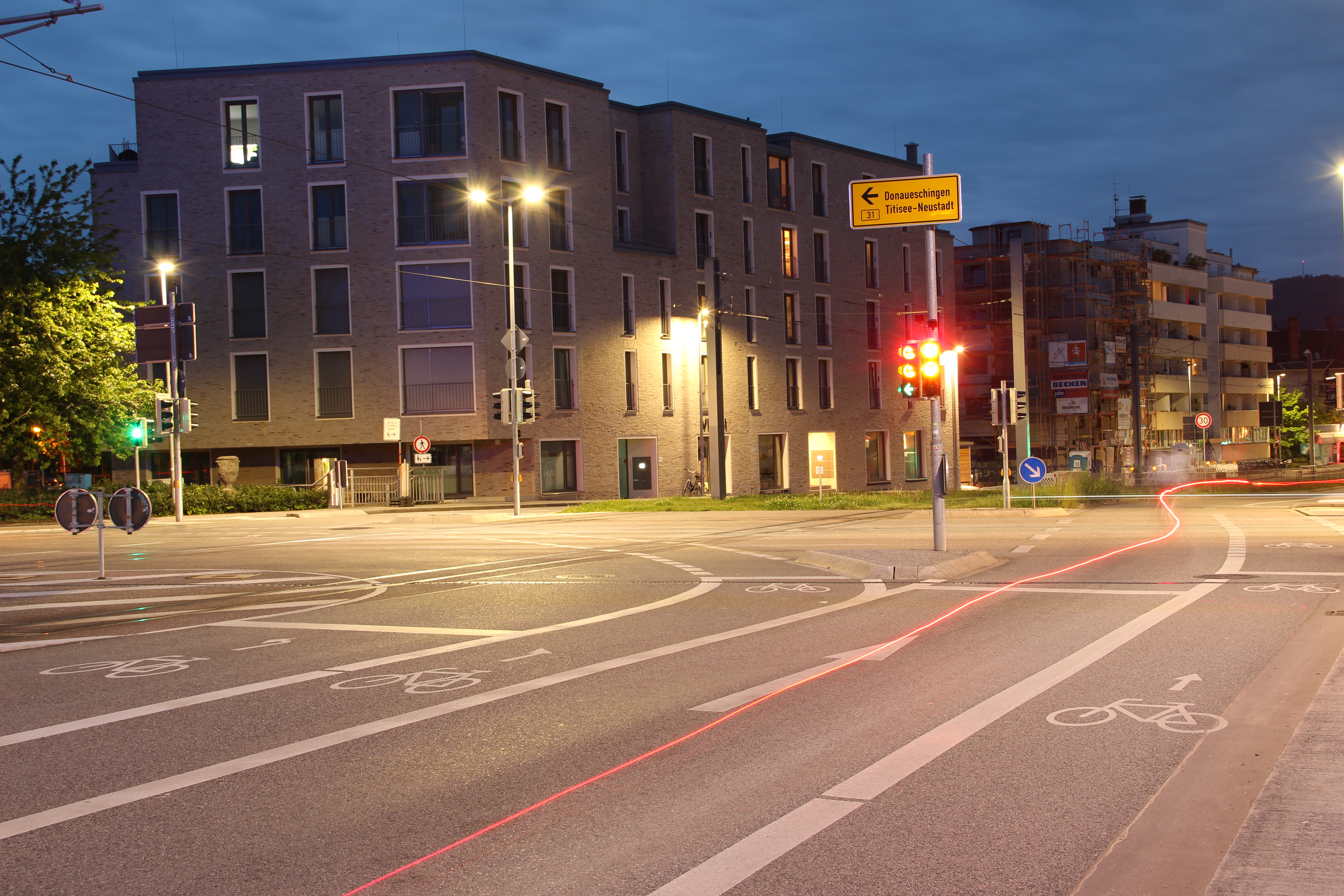
Radfahrstreifen auf der Kronenbrücke in Freiburg

### Abgrenzung zum Schutzstreifen
Ein Fahrrad-Schutzstreifen wird demgegenüber durch eine Strichlinie (unterbrochene Längsmarkierung: Verkehrszeichen 340 StVO) vom Fahrstreifen abgegrenzt. Er soll mindestens 125 cm breit sein und ist für Radfahrer nicht benutzungspflichtig.
Im Bußgeldkatalog ist aufgrund des Rechtsfahrgebots jedoch ein Verwarngeld bei Nicht-Benutzung vorgesehen.
Das Parken und Halten ist auch auf dem Schutzstreifen nicht zulässig.

## Radfahrstreifen in Österreich
Radfahrstreifen bzw. Mehrzweckstreifen bezeichnet in Österreich nach § 2 Abs. 1 Ziffer 7 bzw. Ziffer 7a der Straßenverkehrsordnung 1960 (StVO 1960) „einen für den Fahrradverkehr bestimmten und besonders gekennzeichneten Teil der Fahrbahn einer Straße“.

### Fahren auf dem Radfahrstreifen
Ein Radfahrstreifen darf nach § 8a der StVO nur in derselben Fahrtrichtung befahren werden wie der angrenzende Fahrstreifen. Ausgenommen sind dabei jene Einbahnstraßen, in welchen – entsprechend § 7 Abs. 5 StVO – Radfahrer ausdrücklich durch Verordnung ausgenommen sind und die Einbahnstraße damit auch in Gegenrichtung befahren dürfen. Hier werden dann aber in der Regel auch entsprechende Kennzeichnungen über Straßenverkehrszeichen und Bodenmarkierungen angebracht.

### Benutzungsregeln auf Radfahrstreifen
Benützungspflicht: Nach § 68 StVO müssen Radfahranlagen – der Radfahrstreifen ist eine solche Radfahranlage – mit einspurigen Fahrrädern ohne Anhänger benutzt werden.
Benützungserlaubnis:
- Mit Fahrrädern mit einem Anhänger, der nicht breiter als 80 cm oder ausschließlich zur Personenbeförderung bestimmt ist,
- mit mehrspurigen Fahrrädern, die nicht breiter als 80 cm sind, sowie
- bei Trainingsfahrten mit Rennfahrrädern (→ Fahrradverordnung) darf die Radfahranlage benutzt werden, es besteht aber keine Verpflichtung dazu.

Benützungsverbot: Mit Fahrrädern mit sonstigen Anhängern sowie mit mehrspurigen Fahrräder ab 80 cm Breite dürfen Radfahranlagen, und damit auch Radfahrstreifen, nicht befahren werden. Mit diesen Fahrzeugen ist jedenfalls die für den allgemeinen Fahrzeugverkehr bestimmte Fahrbahn zu benützen.

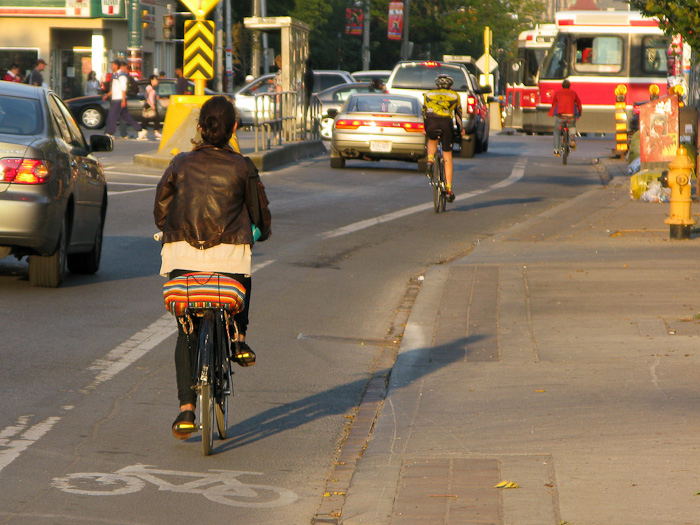
Radfahrstreifen in Toronto, Kanada

Das Rollschuhfahren bzw. Inline-Skaten auf Radfahrstreifen ist nach § 88a der StVO als Ausnahme vom Fahrbahnverbot erlaubt, jedoch nicht außerhalb des Ortsgebietes. Bei der Benützung der Radfahranlagen – und damit der Radfahrstreifen – mit Rollschuhen oder Inline-Skates gelten dieselben Vorschriften wie für Radfahrer. Zu beachten sind jedoch lokale Verbote des Rollschuhfahrens auf Radfahrstreifen. Kenntlich gemacht sind diese Streckenabschnitte mit dem Fahrverbotssymbol für Inline-Skates, wie z. B. in Wien praktiziert.
Kinder unter zwölf Jahren dürfen auf Straßen mit öffentlichem Verkehr nur unter Aufsicht einer Person, die das 16. Lebensjahr vollendet hat, Rollschuh fahren, sofern sie nicht Inhaber eines Radfahrausweises gemäß § 65 StVO sind.

## Radstreifen in der Schweiz

Schweiz: Markierung 6.09 „Radstreifen“, unterbrochene Variante

Radstreifen (umgangssprachlich Velostreifen) sind in der Schweiz „die für Radfahrer bestimmten Fahrstreifen, die normalerweise durch gelbe unterbrochene oder ausnahmsweise durch ununterbrochene Linien gekennzeichnet sind“ (Art. 1 Abs. 7 VRV). Radfahrer müssen diese benützen (Art. 46 Abs. 1 SVG).
Andere Fahrzeuge dürfen „auf dem mit einer unterbrochenen Linie abgegrenzten Radstreifen […] fahren, sofern sie den Fahrradverkehr dadurch nicht behindern“ (Art. 40 Abs. 3 VRV). Das Parkieren auf Radfahrstreifen und der angrenzenden Fahrbahn ist untersagt (Art. 19 Abs. 2 lit. d VRV).
Ist auf einer Straße beidseitig ein Radstreifen, aber keine Mittelmarkierung vorhanden, spricht man von einer Kernfahrbahn. Diese soll bei Autofahrern die Einhaltung des Sicherheitsabstands während des Überholens von Radfahrern verbessern.

## Internationale Übersicht
| Land                   | stärker abgegrenzte Radfahrstreifen                                                                                         | weniger strikt abgegrenzte Radfahrstreifen | Grenzmarkierung ohne Reservierung | integrierte Radverkehrsführung |
| ---------------------- | --- | --- | --- | --- |
| Vereinigte Staaten     | bikelanes benutzungspflichtig in Alabama, Kalifornien, Florida, Hawaii, Maryland, New York, Oregon                          | bikelanes dürfen in den übrigen Staaten zum Überholen und Abbiegen verlassen werden | dashed cycle lanes, Gleichberechtigung auf den rechten Teil eines Fahrstreifens beschränkt                                                                           | shared lane = anteilig genutzter Fahrstreifen, Piktogramme („sharrows“) verweisen auf die gleichberechtigte Nutzung durch Radfahrer |
| Kanada                 | bikelanes benutzungspflichtig in Québec                                                                                     | bikelanes dürfen in den übrigen Provinzen zum Überholen und Abbiegen verlassen werden | | shared lane = anteilig genutzter Fahrstreifen, Piktogramme („sharrows“) verweisen auf die gleichberechtigte Nutzung durch Radfahrer |
| Vereinigtes Königreich | mandatory cycle lane, reserviert aber nicht benutzungspflichtig, Abgrenzung mit durchgezogener Linie                        | mandatory cycle lane, reserviert aber nicht benutzungspflichtig, Abgrenzung mit durchgezogener Linie | advisory cycle lane, nicht reserviert, Abgrenzung mit gestrichelter Linie                                                                                            | |
| Niederlande            | fietsstrook met doorgetrokken streep, „Fahrradstreifen mit durchgezogener Linie“                                            | fietsstrook met onderbroken streep, „Fahrradstreifen mit unterbrochener Linie“, ebenfalls benutzungspflichtig, aber von KFZ mitbenutzt                                                                         | fietssuggestiestrook, = „Fahrradsuggestionsstreifen“, rechtlich nicht bindend, ohne Fahrradsymbole, nur gestrichelte Linie und rote Einfärbung oder anderes Pflaster | |
| Belgien                | fietspad = piste cyclable, keine begriffliche Unterscheidung vom Radweg, beidseits von unterbrochenen Linien eingerahmt     | | fietssuggestiestrook = bande cyclable suggérée, Einfärbung (nicht in rot!) mit Piktogrammen oder                                                                     | als Reihe von Fahrrad-Pfeil-Piktogrammen auf anteilig genutztem Fahrstreifen                                                        |
| Frankreich             | bande cyclable obligatoire = „verpflichtender Radfahrstreifen“, durchgezogene Linie, Zeichen „benutzungspflichtiger Radweg“ | bande cyclable conseillée et réservée = „empfohlener und reservierter Radfahrstreifen“, nicht benutzungspflichtig, unterbrochene Linie, Zeichen „Radweg ohne Benutzungspflicht“, Piktogramme wie voie partagée | | voie partagée = anteilig genutzter Fahrstreifen, mit Piktogrammreihe (Fahrräder mit Pfeil) ohne Grenzmarkierung                     |
| Deutschland            | Radfahrstreifen, durchgezogene Linie, Zeichen „(benutzungspflichtiger) Radweg“                                              | Schutzstreifen, unterbrochene Linie (Schmalstrich), einfache Fahrradpiktogramme | | außer auf Busspuren und zwischen Straßenbahngleisen nur inoffiziell, aber nicht regelwidrig, einfache Fahrradpiktogramme            |
| Österreich             | Radfahrstreifen, durchgezogene Linie, Zeichen „benutzungspflichtiger Radweg“                                                | Mehrzweckstreifen | | |
| Schweiz                | Radstreifen, umgangssprachlich Velostreifen, mit gelben ununterbrochenen Linien (nur ausnahmsweise)                         | Radstreifen, umgangssprachlich Velostreifen, mit gelben unterbrochenen Linien | | nur inoffiziell |
| Tschechien             | vyhrazený (cyklistický) jízdní pruh = „reservierter (Rad-) Fahrstreifen“, durchgezogene Linie, Zeichen „Radweg“             | cyklistický jízdní pruh = „Radfahrstreifen“, unterbrochene Linie, einfache Fahrradpiktogramme | cyklistický jízdní pruh = „Radfahrstreifen“, unterbrochene Linie, einfache Fahrradpiktogramme                                                                        | piktogramový koridor = cyklopiktokoridor, Piktogrammreihe (Fahrräder mit Pfeil) ohne Grenzmarkierung                                |
| Polen                  | pas rowerowy | | | |
| Italien                | pista ciclabile su corsia riservata in carreggiata                                                                          | | | |